# Monestir de Santa Maria del Puig
Monestir de Santa Maria del Puig o Reial Monestir dels Pares Mercedaris del Puig de Santa Maria és un convent mercedari al municipi del Puig, comarca de l'Horta Nord, País Valencià. Fundat per voluntat del rei En Jaume I el Conqueridor el 1240. La seua rellevància històrica ve pel fet que en 1237 sobre aquest lloc va lliurar-se la confrontació definitiva per la conquesta de València, la batalla del Puig. La Mare de Déu del Puig va ser considerada durant segles com la patrona de Regne de València.
Tal com relata el Llibre dels Feyts al pujol enfront del qual es troba el monestir se situava el Castell d'Enesa, fortalesa musulmana clau en la conquesta de Balansiya (València). La conquesta d'aquest, envoltada d'una llegenda èpica i religiosa, van dur el rei a la voluntat de fundar un monestir precisament en aquest lloc, fent donació d'aquestes terres a Arnau de Cardona, mestre de l'Orde de la Mercè. D'aquesta fundació inicial que seria una senzilla capella de reconquesta no queda cap vestigi, a excepció de la portada de l'església actual, però que no està en la seua ubicació original.
Després de la Guerra Civil, es va convertir en la Presó Reformatori Especial de Dones de Santa Maria del Puig fins al 1948. En l'actualitat alberga el Museu de la Impremta i de l'Obra Gràfica.

## Vegeu també

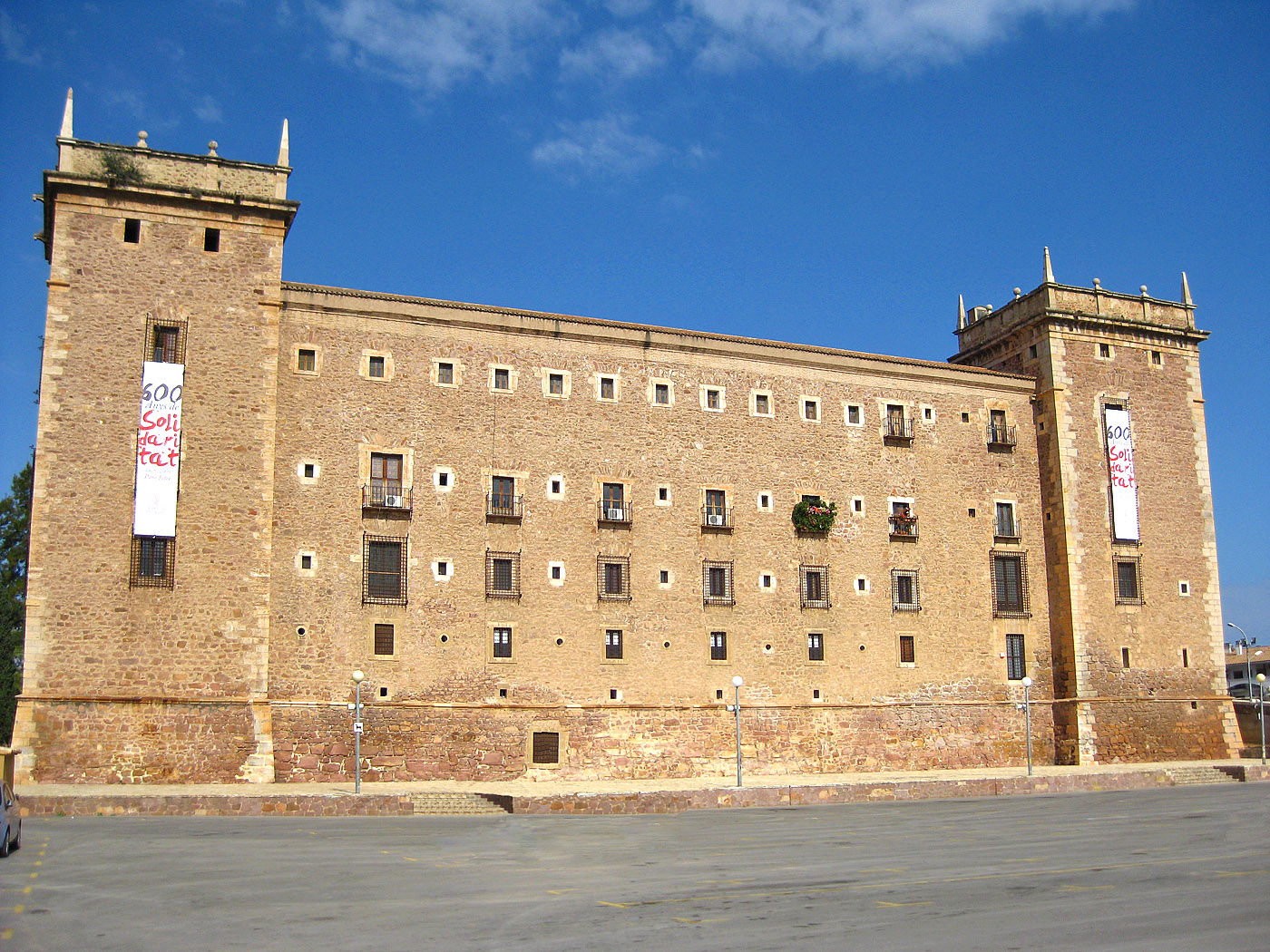
Foto de la cara meridional del monestir, amb l'entrada a la dreta